# Jitrocel kopinatý
Jitrocel kopinatý (Plantago lanceolata) je trsnatá vytrvalá rostlina z čeledi jitrocelovitých (Plantaginaceae), charakteristická typickou růžicí přízemních listů, ze které vyrůstá několik stvolů. Rostlina je v dnešní době hojně rozšířena ve velké části světa i na území Česka, kde se vyskytuje na polích, u cest či na loukách. Jedná se o léčivou bylinu, působí proti kašli a má protizánětlivé a antibiotické účinky, které jsou způsobeny přítomností glykosidu jménem aukubin, čehož se využívá k léčbě vředových chorob žaludku, dvanáctníků i tlustého střeva.
Mimo jitrocel kopinatý roste na území ČR asi 6 dalších druhů jitrocelů, z nichž nejznámější je jitrocel prostřední (Plantago media) a jitrocel větší (Plantago major). Oba dva druhy mají ale menší přítomnost léčivých látek.
Jitrocel se může dožívat až 12 let, během kterých dorůstá do velikosti několika desítek centimetrů. Rozmnožuje se jak pomocí semen, tak i vegetativně.

## Lidové názvy
Pro jitrocel kopinatý existuje řada lidových názvů jako jitrocín, hítrocíl, celníček, celdoň, babka, hojílek, myší ocas, myší ouško, ranocel, volský jazyk, beraní jazyk, psí jazyk, olověný jazyk a svalník.

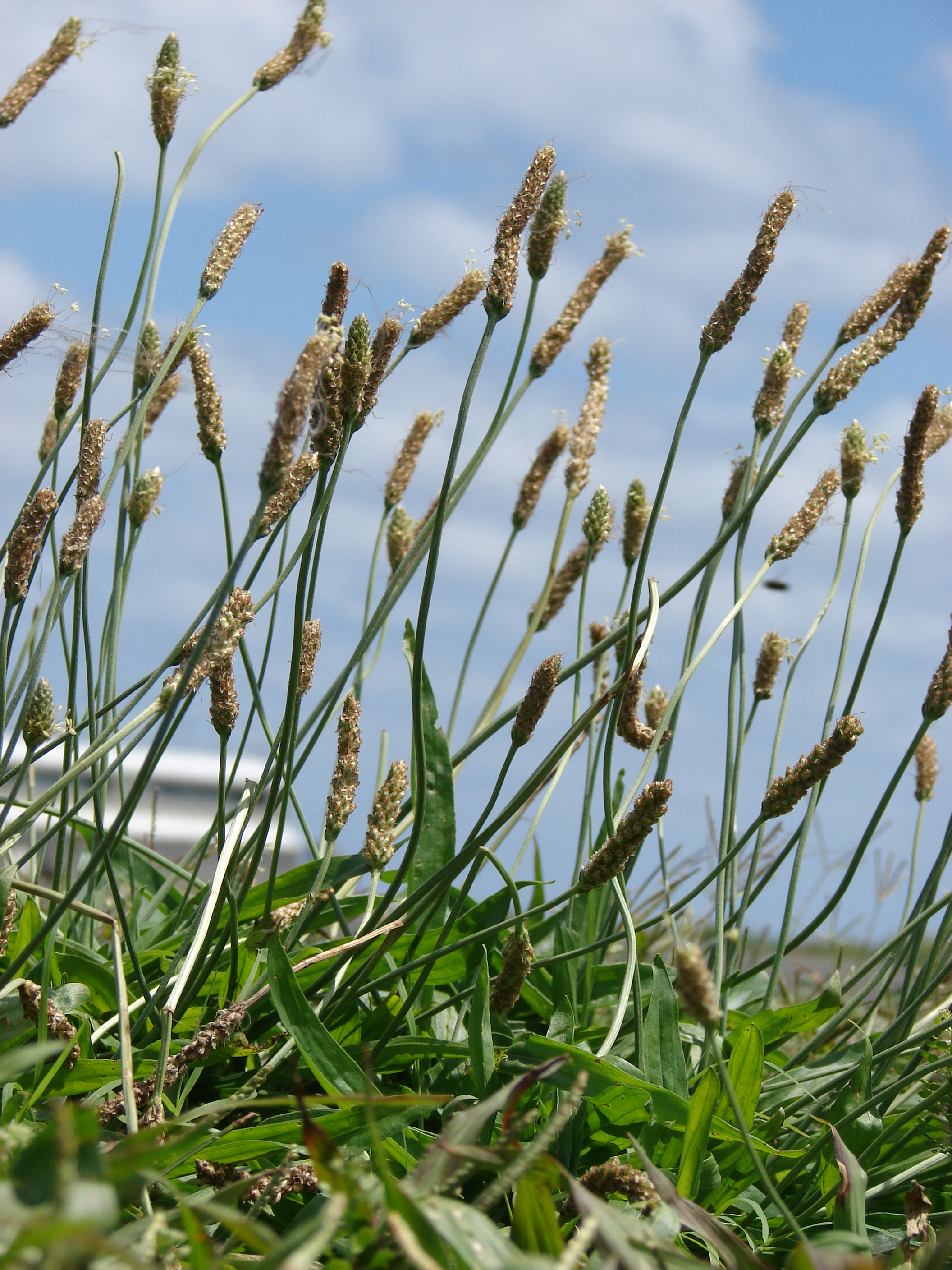
Stvoly vyrůstající nad růžice listů jitrocelu kopinatého

## Popis
Jitrocel kopinatý je přibližně 7–30 cm, někde až 100 cm vysoká vytrvalá bylina s krátkým a zpravidla větveným oddenkem. Listy jsou uspořádány většinou do několika přízemních růžic, jsou vystoupavé až vzpřímené, asi 10–25, zřídka až 40 cm dlouhé a asi 0,5–3 (zřídka až 4,5) cm široké, jednoduché, na bázi se znenáhla zužují v řapík. Čepel je na vrcholu špičatá, celokrajná a nebo oddáleně zubatá. Listem prochází 3–5 (řidčeji až 7) souběžně uspořádaných žil. Žíly jsou více viditelné ze spodní strany listu. Z růžice vyrůstají i podélně pětihranné stvoly, které jsou většinou přímé až obloukovitě prohnuté. Stvoly jsou typicky delší než listy. Zakončené jsou kulovitými až válcovitými klasy o délce 1–3 (řidčeji až 5) cm. Za plodu se klas prodlužuje, někdy až na 12 cm. Klasy obsahují tmavé drobné květy s bělavými až hnědými (vzácně až černými) suchomázdřitými listeny. Literatura uvádí, že jitrocel kopinatý kvete v Česku od května do září či října. Jitrocel kvete až do příchodu mrazů a začíná kvést, když začnou delší dny. Rostliny mohou kvést již první rok, ale z výzkumů vyplývá, že jitrocel začíná kvést až po dosažení určité velikosti listové růžice.
Čtyřčetné květy jsou oboupohlavné a jsou srostloplátečné. Kališní cípy jsou 3–3,5 mm dlouhé, přední vysoko srostlé, zadní volné. Z drobné čtyřcípé koruny, která je dole srostlá v korunní trubku a je světle hnědavé barvy, vyčnívají čtyři nápadné tyčinky, které mají dlouhé bělavé nitky a bělavé až žluté prašníky. Jitrocel je opylován větrem, ale k rostlině zalétává i hmyz kvůli pylu. Po odkvětu vznikají plody v podobě vejčitých tobolek, které obsahují dvě velká leskle hnědá semena. Ta jsou většinou asi 2,5 mm dlouhá a 1,3 mm široká. Průměrná rostlina vyprodukuje okolo 2500 semínek, ale na velké rostlině může dozrát až 10 000 semínek za rok. Pokud ale jitrocel roste v oblasti chudé na živiny, semínek vznikne jen mezi 35 až přibližně 260. Některá semínka se uvolňují hned po uzrání, jiná zůstávají v klasu až do doby, než odumře a dopadne na povrch. Počet chromozómů je 2n=12.
Semena mohou začít klíčit již na podzim, což vede ke vzniku rané generace na jaře příštího roku. Obvykle ale klíčení probíhá mezi lednem až dubnem v tmavém prostředí půdy, asi 5 mm pod povrchem. Semena jsou schopna přežít 10–12 let, když jsou uskladněna v suchu, ale v půdě mohou přežít 50–60 let. Rostlinu zásobuje živinami rozsáhlý svazčitý kořenový systém.
V některých případech se může jitrocel kopinatý dožít až 12 let, během kterých se může rozmnožovat jak semeny (generativní rozmnožování), tak i vegetativně, kdy nová rostlina vyroste z fragmentů kořenů či oddenku.

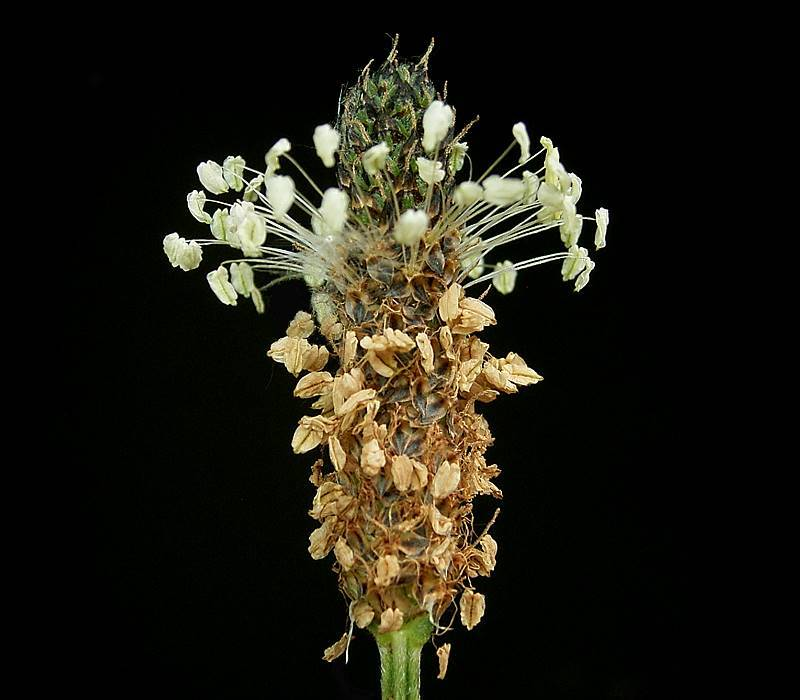
Květenství jitrocele

## Zastoupené látky
Jitrocel kopinatý obsahuje převážně v listech slizové látky, kyselinu křemičitou, kyselinu citronovou a až 2 % glykosidu aukubinu, dále pak enzymy invertin a emulsin. Vyjma toho jsou v listech taktéž obsaženy třísloviny, vitamín C, hořčiny, draselné soli, zinek, kumariny a fenylethanoidy.
Právě přítomnost slizových látek způsobuje, že jitrocel kopinatý působí pozitivně proti kašli, jelikož tyto látky mají ochranné a sekretolytické účinky a současně zklidňují podrážděný krk.

## Rozšíření
Jitrocel kopinatý se vyskytuje především v oblastech, kde se nachází mírně vlhká, hlinito-písčitá až středně těžká půda s neutrální až zásaditou reakcí. Hojně roste na místech osídlených travními společenstvy jako jsou louky, meze, pastviny, výslunné stráně, v trávnících, úhorech, podél komunikací, v parcích a příležitostně i jako plevel na polích. Protože snáší i suchá místa a fyzické poškození (sešlap), jedná se o poměrně odolnou rostlinu. Rostlinám jitrocele kopinatého ale nesvědčí podmáčená stanoviště. Ve střední Evropě ho najdeme nejčastěji ve společenstvech pastvin svazu Cynosurion, mezofilních luk svazu Arrhenatherion či některých typech suchých trávníků svazu Bromion erecti či ruderálních společenstev, např. svazů Coronopodo-Polygonion arenastri, Saginion procumbentis, Malvion neglectae, Dauco carotae-Melilotion atd.
Jitrocel má široké rozšíření. Původně se jednalo o druh rostoucí na území Eurasie, jeho přirozený areál zahrnuje většinu Evropy včetně Islandu, v Asii sahá na východ až po Kazachstán a západní Himálaj, dále roste i v jižnější Asii od Středomoří a Malé Asie po Pákistán, přesahuje i do nejsevernější Afriky a na ostrovy jako Madeira, Kanárské ostrovy a Azory. Postupně se rozšířil různě po celém světě společně s kolonizátory z Evropy. Například rozšíření jitrocele v Severní Americe probíhalo tak, že kolonizátoři nevědomky přenášeli jeho semena na botách. Proto indiáni nazývali jitrocel „stopa bílého muže“. Dnes je rozšířen i v jiných oblastech světa, jako v Japonsku, v Austrálii, na Novém Zélandu či na Madagaskaru.
Dříve se jitrocel pouze sbíral jako planá rostlina rostoucí na polích či loukách, v současnosti jeho spotřeba pro farmaceutické účely narostla, takže je pěstován.

## Využití

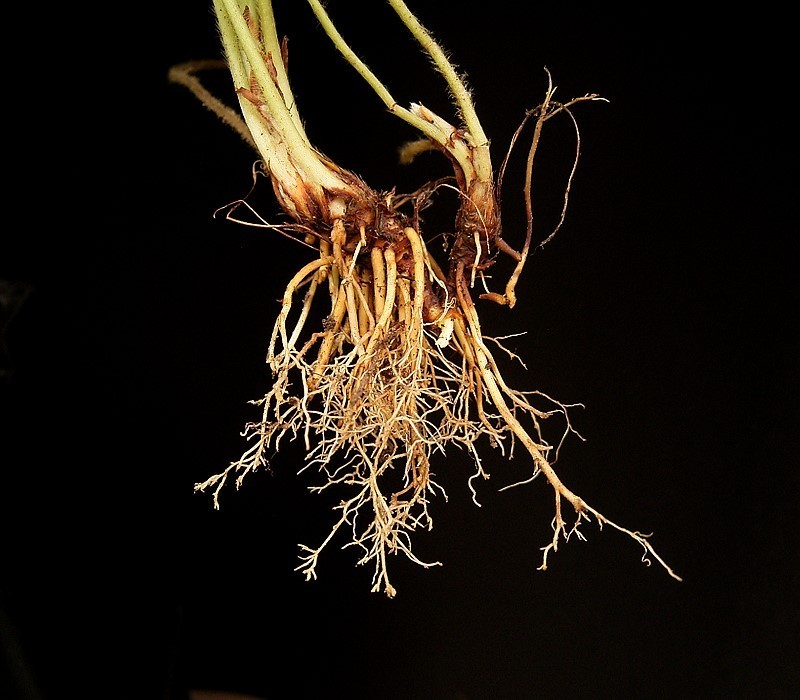
Kořenový systém jitrocelu

Samotný jitrocel kopinatý je požírán ovcemi a dalšími hospodářskými a lesními zvířaty (které ale mají s jeho konzumací problémy, jelikož roste při zemi), a proto byl v některých částech světa zařazen do travní směsi pro pěstované trávníky jako zdravá potrava pro ovce a další. Jeho konzumace zvířaty zlepšuje jejich zdraví a vlastnosti mléka, jelikož obsahuje sodík, draslík, kobalt a měď. Semena jitrocelu se využívají jako krmení pro chovné druhy ptactva.

### Léčitelství
Pro své pozitivní účinky se jitrocel využívá převážně k výrobě čajových směsí, které mají působit protizánětlivě a na trávení. Současně se z jitrocele vaří odvary při problémech s dýchacími cestami. Je to díky jeho schopnosti odhlenit dutiny. Pro své léčebné účinky je znám již od antiky, kdy byl využíván jako látka působící proti kašli, na opary, při kožních infekcích a jako protijed na vzteklinu. V lidovém léčitelství se využívá jako látka usnadňující potíže způsobené astmatem, záněty průdušek a další onemocnění dýchacích cest.
Mezi lidmi je rozšířena praxe, kdy se čerstvá šťáva z listů používá na menší rány, ekzémy, spáleniny a zanícené rány. V současnosti se tato praxe nedoporučuje, jelikož hrozí, že se do rány zanese druhotná infekce. Čaj je využíván kuřáky jako podpůrný prostředek při odvykací kúře.

#### Zpracování

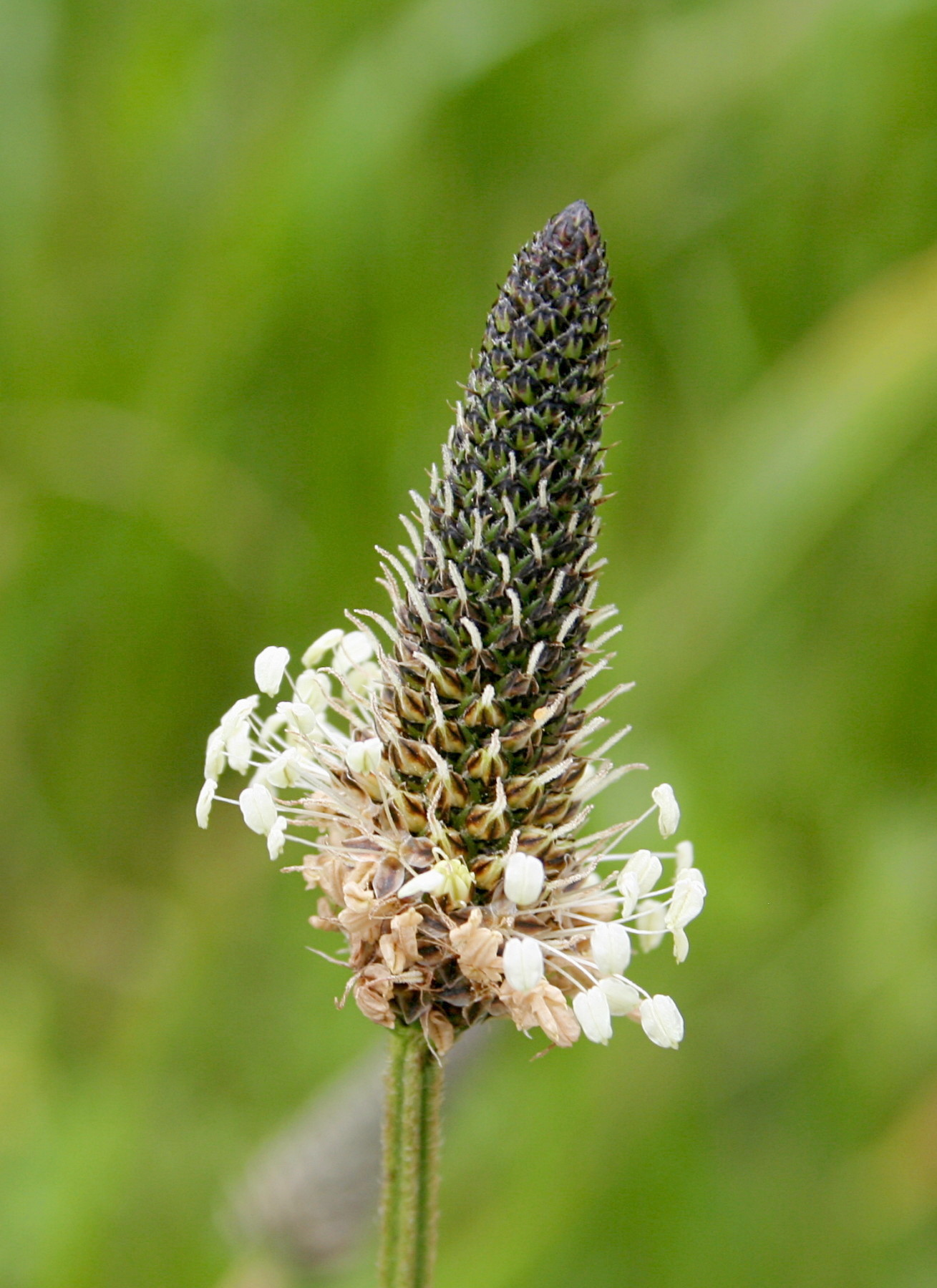
Detail květu, který se doporučuje při přípravě účinné drogy odstranit již během sbírání

Pro získání účinné drogy je potřeba nasbírat listy mezi květnem až srpnem a poté usušit. Květní stvoly se před sušením musí odstranit. Samotné sušení listů jitrocele je složité, protože sebrané listy jsou náchylné k zčernání a znehodnocení účinné drogy, jelikož dojde k hydrolytickému rozkladu glykosidu aukubinu. Z toho důvodu se nedoporučuje sbírat listy polámané či zapařené. Pokud jsou listy správně usušené, měly by být lámavé a mít hnědozelenou až olivovou barvu. Pro správné sušení se doporučuje sušit ve vrstvách o maximální tloušťce 5 cm ve stínu, ale dá se předsušit i na slunci. Při sušení za umělé teploty se doporučuje sušit o teplotě do 40 °C (jiný zdroj uvádí 50 °C). Droga má mírně nahořklou svíravou chuť a je bez zápachu. Účinná látka je náchylná ke kontaminaci a zničení, a tak je potřeba vyvarovat se nevhodného skladování.
Další možností zpracování je výroba sirupu z čerstvých pokrájených listů a cukru.

##### Kuchyňské zpracování
Pro kuchyňskou úpravu se zpracovávají pouze čerstvé listy. Mají slabě nahořklou, svíravou chuť. Přidávají se v menším množství do bylinkových polévek a omáček nebo se obalují ve sladkém či slaném těstíčku a vysmažují.

### Včelařství
Jitrocel kopinatý poskytuje včelám velké množství kvalitního pylu, který dělnice odnášejí do úlu ve světle žlutých rouskách.